# Prekop
Prekòp (sinonim kanál) je v zemeljsko površje izkopan širok, z vodo napolnjen jarek za plovno pot. V splošnem služi za dovajanje ali odvajanje vode, povezovanje obstoječih jezer, rek, morij ali oceanov in ladijsko plovbo.

## Prekopi
- Gruberjev prekop (Ljubljana, Slovenija)
- Donaukanal in Wiener Neustädter Kanal (Dunaj)
- Sueški prekop (Egipt)
- Panamski prekop (Panama/ZDA)
- Korintski prekop (Grčija)
- Belomorsko-Baltski prekop (Rusija)
- Mariinski kanal (Rusija)
- Prekop Volga–Don (Rusija)
- Moskovski prekop (Rusija; prekop Moskva-Volga)
- Prekop Dneper-Bug (Belorusija)
- Avgustovski prekop (poljsko Kanał Augustowski) (Poljska)
- Prekop Laba-Lübeck (Nemčija)
- prekopa Mittelland in Labe-Havel (Nemčija)
- Kielski prekop (Nemčija)
- Kanal Ren-Majna-Donava (Nemčija)
- Kanal Ren-Marna (Francija)
- Prekop Donava-Črno morje (Romunija)
- Prekop Donava–Tisa–Donava (Srbija)
- Severno krimski kanal (Ukrajina, Krim)
- Albert Canal/Albertov kanal (Nizozemska-Belgija)
- Canal de la Peyrade (Francija/Oksitanija)
- Canal des Deux Mers (Prekop dveh morij, Francija)
  - Canal de Garonne (Francija)
  - Canal du Midi (Francija)

## Kanali
Kanal v hidrogeografskem smislu je v tla izkopan jarek za namakanje, osuševanje ali dovajanje tehnološke vode ali rečne vode v HE:
- hidroelektrarne kanalskega tipa 
  - na Savi: kanal HE Sava v Kranju
  - na Dravi:
    - Kanal HE pri Goričah oz. Reki (Mühlbach) pri Rožeku na Koroškem (Avstrija)
    - Kanal HE Formin (iz Maribora-Pobrežje)
    - Kanal HE Zlatoličje (iz Ptujskega jezera)
    - Kanal HE Varaždin, Hrvaška (iz Ormoškega jezera)
    - Kanal HE Čakovec, Hrvaška (iz Varaždinskega jezera)
    - Kanal HE Dubrava, Hrvaška (iz Dubravskega jezera)
- namakalni kanali (npr. kanal Parilo – Brza voda - polje Rastok, Hrvaška/BiH; Turkmenbašijev prekop v južnem Turkmenistanu)
- osuševalni, odvodnjevalni/razbremenilni, industrijski kanali idr. obvodni kanali za izkoriščanje vodnih sil in umetne struge reguliranih vodotokov 
  - Prekop Koren (Nova Gorica, Kromberk)
  - Stražunski kanal ali jarek v Stražunskem gozdu (Maribor)
  - ljubljanski Gruberjev prekop, Mali graben, Veliki graben, Curnovec, Prošca, Veliki Galjevec, Maharski prekop, regulirana struga Glinščice itd. na Ljubljanskem barju;
  - kanal Pšate na Kamniško-Bistriškem polju, industrijski kanali Kamniške Bistrice v Kamniku, (Homška) Mlinščica in Radomeljska Mlinščica
  - kanal Ščavnice v Ljutomeru
  - v Prekmurju: Razbremenilni kanal Ledava - Mura (1949-56), Puconski kanal, Kobiljski kanal, Ardovanski prekop, Bukovniški in Radmožanski kanal
  - obvodni kanal Save Rojca v Kranjski gori
  - kanal Rake v Idriji - dovodni kanal za Idrijsko kamšt).
  - na Hrvaškem Kanal Bistra (na reki Koprivnica, pritoku Drave) in pred Slavonskim Brodom ob Savi; Županijski kanal...
- morski kanali v solinah (Slovenija)
  - kanal Sv. Odorika (nova, regulirana struga Dragonje ob južni meji Sečoveljskih solin
  - kanal Sv. Jerneja ob severnem robu Sečoveljskih solin (Seča)
  - Kanal Stara Dragonja (regulirana stara struga Dragonje sredi Sečoveljskih solin, ki se v Sečovljah združi s potokom Drnica)
  - kanal, imenovan tudi Strunjanska reka (potok Roja) v Strunjanskih solinah
- Drugi kanali ob izlivih rek v morje:
  - Rižana - ob izlivu ima dva večja razbremenilna kanala (na področju Luke Koper)
  - Semedelski kanal - umetni kanal ob izlivu reke Badaševice v Kopru

## Načrtovani prekopi
- Evrazijski prekop
- Nikaragovski prekop
- Tajski prekop
- Prekop Odra–Donava–Laba[3]
- Kanal Rdeče morje - Mrtvo morje